# إيرني كالوواي
إيرني كالوواي (بالإنجليزية: Ernie Calloway)‏ هو لاعب كرة قدم أمريكية أمريكي، ولد في 1948 في أورلاندو في الولايات المتحدة.

## وصلات خارجية
- إيرني كالوواي على موقع مرجع كرة القدم المحترفة.كوم (الإنجليزية)
- إيرني كالوواي على موقع JustSportsStats.com (الإنجليزية)